# Oceanisch kampioenschap voetbal vrouwen 1998
Het OFC Vrouwen Kampioenschap 1998 was de zesde editie van het OFC Vrouwenkampioenschap. Eigenlijk was het voetbaltoernooi het OFC-kwalificatietoernooi voor het derde WK voor vrouwen waarvan de OFC de winnaar tevens als winnaar van het OFC Vrouwen Kampioenschap aanmerkte. Het werd van 9 tot en met 17 oktober 1998 gehouden en vond plaats in Auckland, Nieuw-Zeeland en werd voor de tweede opeenvolgende keer gewonnen door het Australisch voetbalelftal.
De zes deelnemende landen waren in twee groepen van drie ingedeeld. Elk land speelde één keer tegen de groepsgenoten. De nummers één en twee van beide groepen streden in een knock-outfase om een WK plaats en het OFC kampioenschap.

## Teams

### Poule A
- Fiji
- Nieuw-Zeeland
- Samoa

### Poule B
- Amerikaans-Samoa
- Australië
- Papoea-Nieuw-Guinea

## Groepsfase

### Poule A
| Land          | Wed | Win | Gel | Ver | DV | DT | +/- | Pnt |
| ------------- | --- | --- | --- | --- | -- | -- | --- | --- |
| Nieuw-Zeeland | 2   | 2   | 0   | 0   | 35 | 0  | 35  | 6   |
| Fiji          | 2   | 1   | 0   | 1   | 5  | 14 | -9  | 3   |
| Samoa         | 2   | 0   | 0   | 2   | 0  | 26 | -26 | 0   |

#### Wedstrijdresultaten
9 oktober 1998
| Nieuw-Zeeland | 21-0 | Samoa |  |

11 oktober 1998
| Nieuw-Zeeland | 14-0 | Fiji |  |

13 oktober 1998
| Fiji | 5-0 | Samoa |  |

### Poule B
| Land                | Wed | Win | Gel | Ver | DV | DT | +/- | Pnt |
| ------------------- | --- | --- | --- | --- | -- | -- | --- | --- |
| Australië           | 2   | 2   | 0   | 0   | 29 | 0  | 29  | 6   |
| Papoea-Nieuw-Guinea | 2   | 1   | 0   | 1   | 9  | 8  | 1   | 3   |
| Amerikaans-Samoa    | 2   | 0   | 0   | 2   | 0  | 30 | -30 | 0   |

#### Wedstrijdresultaten
9 oktober 1998
| Australië | 21-0 | Amerikaans-Samoa |  |

11 oktober 1998
| Australië | 8-0 | Papoea-Nieuw-Guinea |  |

13 oktober 1998
| Papoea-Nieuw-Guinea | 9-0 | Amerikaans-Samoa |  |

## Halve finales
15 oktober 1998
| Nieuw-Zeeland | 5-0  | Papoea-Nieuw-Guinea |  |
| Australië     | 17-0 | Fiji                |  |

## Om derde plaats
17 oktober 1998
| Papoea-Nieuw-Guinea | 7-1 | Fiji |  |

## Finale
17 oktober 1998
| Nieuw-Zeeland | 1-3 | Australië |  |

| Kampioen: Australië (2e titel) |